# جود الذئب

تعديل مصدري - تعديل

جود الذئب هي إحدى قرى عزلة القارة بمديرية رصد التابعة لمحافظة أبين، بلغ تعداد سكانها 51 نسمة حسب تعداد اليمن لعام 2004.